# Alexandre Koyré
Alexandre Koyré (Taganrog, Imperio ruso, 29 de agosto de 1892 – París, 28 de abril de 1964) fue un filósofo e historiador de la ciencia, francés de origen ruso, que también trabajó en Estados Unidos.

## Trayectoria
Alexandre Koyré, de una familia adinerada, se acercó a los socialistas, tras el fracaso de la revuelta de 1905. A los quince años fue detenido por motivos políticos, y al parecer en su celda leyó las Investigaciones lógicas de Edmund Husserl.
Se exilió en Alemania, dadas las acusaciones contra él, y allí recibió su formación superior: entre 1908 y 1909 asistió a los cursos de filosofía fenomenológica de Husserl y por otro lado a las clases del lógico y matemático David Hilbert en Gotinga. Esta universidad era un gran lugar de la investigación europea, por la presencia de filósofos como Husserl y Adolf Reinach (1883-1917) y de matemáticos como Felix Klein (1849-1925), Hilbert (1862-1943), Hermann Minkowski (1864-1909) o Ernst Zermelo (1871-1953), todo un grupo denominado el Círculo de Göttingen.
Pero Husserl no aceptó dirigir su tesis, así que Koyré en 1912 se trasladó a París para estudiar historia de la filosofía de otra forma. Asistió a los cursos de Henri Bergson en el Collège de France. Estudió personalmente los argumentos de San Anselmo, participando en la École Pratique des Hautes Études (EPHE). De los transfinitos de Georg Cantor saltará luego a Jakob Böhme, y hay cierto lazo de unión entre el matematismo y el misticismo especulativo de este alemán que le interesará; la publicación de una obra maestra como Del mundo cerrado al universo infinito pone en conexión ambas problemáticas, más en alguien que se había fijado en los fundamentos metafísicos de muchos neokantianos.
En 1914 se alistó en el ejército francés (legión extranjera), luego estuvo en un regimiento ruso, y en 1917 se situaba al parecer al lado del zar, pero como informante de los franceses parecía más bien mostrarse partidario de la revolución soviética. Retorna a París. 
En 1920, preparó ya su primera tesis en Francia. Obtuvo su diploma superior (EPHE) en 1922, con una memoria sobre la idea de Dios y las pruebas de su existencia en Descartes, y realizó su tesis doctoral sobre la idea divina en San Anselmo (trabajo iniciado antes de la guerra). Luego, concluiría su tesis de Estado, La filosofía de Jakob Böhme (1929), publicada en la capital francesa; esto es, sobre lenguaje del místico germano del que poco se conocía entonces. Y, pese a su orientación futura hacia el devenir de las ciencias, en 1955 publicaría Místicos, espirituales y alquimistas del siglo XVI alemán, ensayos sobre un grupo de iluminados tardorrenacentistas, que se unen a ese interés inicial. Hasta 1931, Koyré ejerce como profesor de conferencias temporales en París, en la sección V de las ciencias religiosas de la EPHE. Con su tesis se ocupa de la cátedra en la Universidad de Montpellier... solo un año, pues Étienne Gilson (1884-1978) es elegido en el Collège de France, y su carrera la hará en la EPHE.
Prosiguió sus investigaciones filosóficas, como se reflejará en una recopilación posterior (Études d'historie de la pensée philosophique), pero hay una fecha crucial para sus trabajos futuros: 1934, cuando traduce a Nicolás Copérnico, pues a partir de ese momento se inclinó más bien hacia la historia de la ciencia.
Y en 1940 plasmó sus estudios sobre Galileo, que publicó como artículos, en una sobresaliente monografía, Études galiléennes , que se organiza en tres grandes apartados: 1) los albores de la ciencia clásica (Aristóteles) y su remodelación con los físicos medievales, y en la física del ímpetu en Benedetti; 2) la ley de caída de los cuerpos, tanto en Descartes como en Galileo, y 3) la ley de inercia formulada por Galileo.
Al declararse la Segunda Guerra Mundial, Koyré fue enviado a los Estados Unidos por De Gaulle. Gracias a Koyré, Claude Lévi-Strauss conoció al lingüista ruso Roman Jakobson en el exilio neoyorquino; las familias de los tres eran de origen judío, y los tres habían trabajado en muchos lugares (Lévi-Strauss, en Brasil; Jakobson, en Rusia, Praga y los países nórdicos). Allí crea  la École libre des hautes études neoyorkina, que tuvo gran peso intelectual y político.
Finalizada la contienda, Koyré dio cursos en diversas universidades de Estados Unidos, pero esos semestres de docencia se alternaban con su trabajo continuo en centros de estudios avanzados en París.
Sorprendentemente, su candidatura al Collège de France se vio rechazada en 1951. Un año después, fue nombrado miembro de la Academia Internacional de Historia de las Ciencias. En 1956 fue nombrado miembro del Instituto de Estudios Avanzados de la Universidad de Princeton.
Sus libros capitales de historia de la ciencia, fuentes de tantos comentarios, se publicaron en Gallimard y Hermann de París. En 1965, aparecieron sus importantes Estudios newtonianos, en publicación póstuma.
Hoy en día, la gran institución parisina superior de historia de la ciencia lleva su nombre, en recuerdo de su legado.[cita requerida]

## Repercusiones
Sus trabajos de epistemología y de historia de la ciencia se centran principalmente en Galileo, así como en la cosmología de los siglos XVI y XVII.
Koyré vio en el nacimiento de la física moderna del siglo XVII una «revolución científica», y su trabajo culminó con su estudio sobre Isaac Newton. Dicha expresión es característica de la concepción discontinuista de la historia de las ciencias, idea que compartió con Gaston Bachelard. El paso del «mundo cerrado» de la cosmología aristotélica a las teorías dispares de un «universo infinito» supuso una transformación radical de las bases metafísicas sobre las cuales descansa la física moderna, al sustituir un mundo geocéntrico, e incluso antropocéntrico, propio de la astronomía griega y medieval por el heliocéntrico y, más tarde, al mutarlo por el universo sin centro de la astronomía moderna.
En Del mundo cerrado al universo infinito muestra, en efecto, que entre los siglos XVI y XVII el pensamiento  europeo sufrió un cambio profundo que transformó el marco y los patrones del pensamiento: la ciencia y la filosofía modernas constituyen a la vez la raíz y el fruto de esa conmoción. La sustitución de la concepción del mundo como un todo finito y bien ordenado, en el que la estructura espacial incorporaba una jerarquía de perfección y valor, por la de un universo indefinido, que se unificaba tan sólo mediante la identidad de sus leyes y componentes últimos y básicos. La ciencia, la filosofía y la teología, representadas muy a menudo por las mismas personas, confluyen y toman parte en el gran debate que comienza con Bruno y Kepler para terminar, sin duda provisionalmente, con Newton y Leibniz.
Su obra ha guiado a los principales historiadores de la ciencia, después de la Segunda Guerra Mundial: en el ámbito anglosajón, a Rupert Hall, Marie Boas Hall, Edward Grant, Thomas Kuhn, para encontrar «coherencia de sistemas» dispares de los nuestros, Richard S. Westfall o Bernard Cohen; en Francia, a la generación que empezaba a publicar por los sesenta, pero asimismo a la siguiente.
Los Estudios de historia del pensamiento científico, prologados por el historiador francés René Taton, sigue siendo un libro de meditación para los especialistas en el pensamiento científico y para los historiadores de las ideas.
Koyré hizo una profunda investigación de estructuras que subyacen en las ideas de una época. Así que no es de extrañar que lo alabasen figuras de otros campos, como Jacques Lacan, en su artículo La ciencia y la verdad, de 1965, o  como Michel Foucault, que le encontraba en el sustrato de su Las palabras y las cosas. Simultáneamente, Jean Starobinski señalaba que Koyré dio un singular impulso a la historia de las ideas, que estaba siendo cultivada en los Estados Unidos, mezclándola en lo posible con la europea, y dándole rigor y variedad de perspectivas.

## Obras
- La Philosophie de Jacob Boehme, París, Vrin, 1929.
- Trad. e introd. a Copérnico, Des révolutions des orbes célestes, París, Alcan, 1934.
- Études galiléennes, París, Hermann, 1940 (y 1966)
- Introduction à la lecture de Platon, París, Gallimard, 1945 (y 1994)
- A Documentary History of the Problem of Fall from Kepler to Newton (Transactions of the American Philosophical Society, vol 45, 1955, pp. 329–395)
- Entretiens sur Descartes, Gallimard.
- Études d'historie de la pensée philosophique, Gallimard, 1961.
- From the Closed World to the Infinite Universe, Baltimore, The Johns Hopkins Press, 1957;  tr. Du monde clos à l'univers infini, París, PUF, 1962.
- La Révolution astronomique: Copernic, Kepler, Borelli, París, Hermann, 1961 (The Astronomical Revolution, Londres, Methuen, 1973)
- Newtonian Studies, Chapman & Hall, 1965.
- Études newtoniennes, Gallimard, 1968.
- Études d'historie de la pensée scientifique, Gallimard, 1973.
- Metaphysics & Measurement: Essays in Scientific Revolution, Harvard University Press, 1968.

## Obras traducidas
- Introducción a la lectura de Platón, Madrid, Alianza, 1966.
- Las ciencias exactas, en R. Taton (ed.), Historia general de las ciencias. La ciencia moderna, Barcelona, Destino, 1971, pp. 22-121.
- Estudios galileanos, Madrid, Siglo XXI, 1990. ISBN 978-84-323-0388-3
- Estudios de historia del pensamiento científico, Madrid, Siglo XXI, 1990. ISBN 978-84-323-0275-6
- Místicos, espirituales y alquimistas del siglo XVI alemán, Madrid, Akal, 1981. ISBN 978-84-7339-514-4
- Del mundo cerrado al universo infinito, Madrid, Siglo XXI, 2000. ISBN 978-84-323-0349-4
- Pensar la ciencia, Barcelona, Paidós, 1994. ISBN 978-84-493-0046-2
- Reflexiones sobre la mentira, Ediciones Leviatán, Buenos Aires 2009, edición bilingüe francés español.
- La función política de la mentira moderna, Editorial Pasos Perdidos, Madrid, 2015. ISBN 978-84-943434-4-5.